# Dębina (powiat wejherowski)
Dębina (kaszb. Dãbino) – osada w Polsce położona w województwie pomorskim, w powiecie wejherowskim, w gminie Gniewino
Osada leży na obszarze leśnym Lasów Lęborskich. Wieś jest częścią składową sołectwa Mierzynko.
Do 2024 r. miejscowość była osadą wsi Salino. W latach 1975–1998 miejscowość administracyjnie należała do województwa gdańskiego.